# 書斎の聖ヒエロニムス (アントネロ・ダ・メッシーナ)
『書斎の聖ヒエロニムス』（しょさいのせいヒエロニムス、伊: San Girolamo nello studio、英: Saint Jerome in His Study）はイタリア・ルネサンスのメッシーナ出身の画家アントネロ・ダ・メッシーナが1474年頃に制作した絵画である。絵画には、人物、自然、聖なる事物が描かれ、建築的要素に満ちている。アントニオ・パスクワリーノ 、初代ノースブルック伯トーマス・ベアリングの所有を経て、1894年以来、ロンドン・ナショナル・ギャラリーに所蔵されている。

## 作品

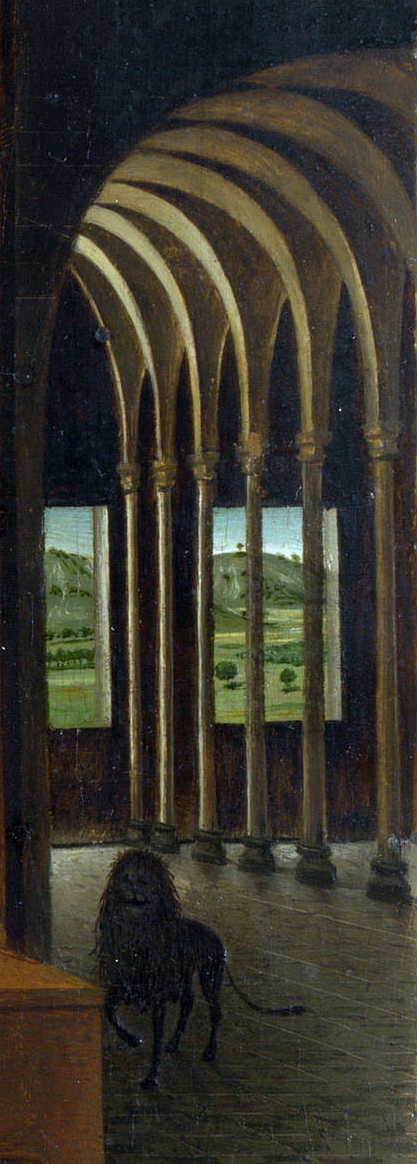
柱廊と左側の窓。聖ヒエロニムスにどこへでも付き添ったライオンがいる。

この小さな絵画は菩提樹板上に油彩で描かれている。キリスト教的な道徳的生活の教えで知られる聖ヒエロニムスを描いており、彼は開口部から見える壁と天井のない書斎 (おそらくゴシック様式の修道院) で仕事をしている。ほかのアントネロ・ダ・メッシーナの作品と共通して、主人公の周囲には画家が影響を受けた当時の初期フランドル派絵画に特徴的な細部の描写がある。それらは、本、動物、壺などで、すべて細部まで正確に「視覚的真実」を伴って描かれている。ゴシック様式の建築と窓から見える風景の描写もまた初期フランドル派絵画に特徴的なものである。 
場面は、聖ヒエロニムスの胴体と手に当たる光線が遠近法の軸と合致するように考案されている。緑豊かな風景は、書斎の両側の窓から見える。動物としては、前景のヤマウズラ (ハイイロイワシャコ) とクジャク (どちらも象徴的意味がある) 、ネコ、右側の影の中のライオン (聖ヒエロニムスと典型的に関連付けられる) がいる。

## 歴史
作品が最初に記録されたのは1529年で、ヴェネツィアの美術研究者マルカントニオ・ミキエルによりアントニオ・パスクワリーノのコレクションにあるヤン・ファン・エイクの作品であると記述された。当時、作品はヤン・ファン・エイクか「昔のネーデルラントの巨匠」の作品であると考えられていた。
1856年になってようやく、批評家のジョヴァンニ・バッティスタ・カヴァルカセッレとジョゼフ・アーチャー・クロウによりアントネロにはっきりと帰属された。彼らは、初期フランドル派の画家たちの目録を作成していたのである。本作は最初、アントネロのヴェネツィア滞在時初期の作品であると信じられていた。しかし、絵画の様々な遠近法と複雑さは、おそらくヴェネツィアの芸術庇護者たちに見てもらうためのデモンストレーション的な作品であったことを示唆している。遠近法と光を合成した本作は、おそらく将来の注文を受けるため「試作品」としてヴェネツィアにもたらされたのであろう。 
絵画は1475年ごろに完成したものと見なされている。しかし、アントネロは1475年にさらに2点の精緻な絵画、すなわち『キリストの磔刑』 (アントワープ王立美術館) ともう1点の同主題作 (ロンドン・ナショナル・ギャラリー) を制作しているので、この制作年は正しくない可能性がある。アントネロの研究者であるカルメーロ・ミカリッツィ (Carmelo Micalizzi) は、本作をもとにした版画を分析し、それを鏡面反射かつ拡大させて、床のタイルの描線の中に「ANTN, XI 1474, MISSI」という署名、制作年、制作場所を発見した。ミカリッツィによれば、画家はアントネロの名前、1474年11月の制作時期、メッシーナの町を隠したのであろう。

## 様式
大きく低いアーチのある入り口が聖ヒエロニムスの書斎へと開いている。彼は『聖書』をヘブライ語からラテン語に翻訳 (「ウルガタ」として知られるようになった) し、「福音書」に注釈をつけたことで最もよく知られている。彼の著作は広範なものである。
絵画中の聖ヒエロニムスの書斎は、右側に柱廊のある、大聖堂のように大きなゴシック建築内に設定された、3段の階段がある高い壇上の部屋として表現されている。部屋は複雑な光によって照らされ、光はフランドル絵画の様式で複数の光源から射しこんでいる。まず、中央のアーチから遠近法の方向に沿って光線が入り、鑑賞者の視線を聖ヒエロニムスに、とりわけ彼の手と本に導いて、聖人に特別な荘重さを与えている。次に、光は背景の壁に穿たれた一連の開口部、とりわけ画面下部にある2つの窓から射しこんでおり、その2つの窓は左側の部屋と右側の柱廊をキアロスクーロで照らしている。さらに、画面上部にある3つの三つ葉窓が穹窿を照らしている。その複雑さにもかかわらず、光は統一的な効果をあげることに成功しており、堅固な遠近法の構築にも助けられて、画面の異なる部分を結び付けている。細部描写の豊かさもまた、フランドル派の様式を想起させる。個々の事物と、それらの表面が光を反射するさまが注意深く描写されているのである。
画面周囲の外枠の存在は構図的な方便で、フランドル派絵画だけでなくイタリアの建築家レオン・バッティスタ・アルベルティによっても引用されている。それは、描かれている空間を物質化し、空間に距離感を与え、鑑賞者から遠ざけるためである。書き物机のある「四角い部分」には、家具、棚、薬草の入ったマヨリカ焼きの壺などの小さい事物があり、完璧に整っている。棚上の開いた本は、奥行きの深さを示すために配置されているようにみえる。幾何学的にタイルが敷き詰められた床は遠近法を描く真の力業のようにみえ、幾何学的正確さ、光源によって変化する光と影の戯れの点で完璧である。アントネロは、当時出版されたルネサンス絵画の巨匠ピエロ・デラ・フランチェスカの遠近法に関する著作『デ・プロスぺクティーヴァ・ピンジェンディ』に影響を受けた可能性がある。
前景左側にいるウズラはイエス・キリストの真実を示唆しており、一方、クジャクは教会と「神の全知」を想起させる。聖人の机がある壇上の左側にはネコと2つの鉢植えの植物がみえる。1つはツゲで、「神の救い」への信仰を示唆し、もう1つはゼラニウムで、キリストの「受難」を示唆する。右側の台上には枢機卿の赤帽子がある。聖ヒエロニムスの在世中には枢機卿職は存在しなかったが、彼は教皇の顧問を務めたので、死後に枢機卿に昇進した。彼が枢機卿の赤い服、帽子とともに描かれているのはそのためである。
ライオンはそれほど象徴的なものではなく、荒野の聖ヒエロニムスの伝説を示しているが、伝説によれば足を引きずったライオンが聖ヒエロニムスの元にやってきたという。彼はライオンの足を見て、見つけたトゲを引き抜いた (他の聖人が行った奇跡の善行が彼に帰せられた)。それで、ライオンの足は治り、ライオンは聖ヒエロニムスが死ぬまで彼といっしょに暮らした。
小さな作品であるにもかかわらず、光とゴシック建築の相互作用のために見事な効果が生まれている。光は凹凸を浮かび上がらせ、対象を明瞭にし、窓から外に漏れて、整然とした風景を明らかにしている。中央に向かう遠近法により、鑑賞者の視線は、まっすぐに靴を脱いで司教座に座っている聖人像に引き寄せられる。視線はその後、書斎の細部に広がっていく。

## 象徴
アントネロは、画面中に多くの象徴を用いている。聖ヒエロニムスが読んでいる本は「知識」を表す。彼を取り巻く本は彼が『聖書』をラテン語に訳したことを示す。聖人の右側の影の部分にいるライオンは、彼がライオンの足からトゲを抜いた物語に由来する。ライオンは感謝して、聖ヒエロニムスの生涯ずっと家ネコのように彼に寄り添う。クジャクとイワシャコは聖人の物語には特に役割を持っていないが、肉が永遠に腐らないと信じられていたクジャクは一般に「不死」を象徴し、イワシャコは実の母親の鳴き声を常に聞き分けると考えられていたため「真実」を示す。